# Slag bij de Egadische Eilanden

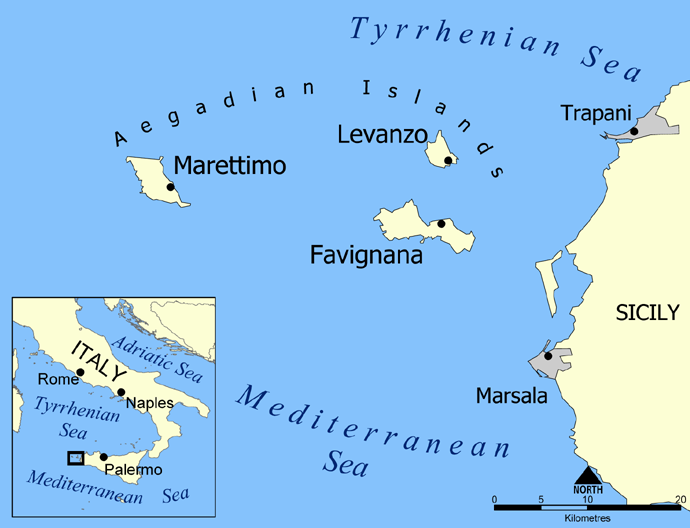
Kaart van de Egadische Eilanden, waar de slag plaatsvond.

De Slag bij de Egadische Eilanden beslechtte op 10 maart 241 v.Chr. de Eerste Punische Oorlog in het voordeel van Rome. Deze slag werd gevoerd bij de ten westen van Sicilië gelegen Egadische Eilanden.

## Aanloop, verloop en afloop van de zeeslag
De Carthager Hamilcar was een geniaal strateeg en daarbij een geduldig man. Hij wilde geen beslissing forceren. In plaats daarvan speelde hij een soort militair verstoppertje met zijn Romeinse en Griekse tegenstanders. Hij wist het initiatief te behouden en zijn tegenstanders leden zware verliezen aan mensen en materieel. Ten slotte organiseerde hij zelfs plundertochten naar het vasteland van Italië. Het was echter een manier van oorlog voeren die ook de Carthagers grote sommen kostte. Met de moed der wanhoop betaalden Romeinse burgers uit eigen zak het uitrusten van een laatste vloot. Tweehonderd schepen konden uitvaren en Hamilcars bases Drepana en Lilybaeum afsluiten. De Carthagers stuurden een vloot om hun generaal te ontzetten.
Bij de Egadische eilanden kwam die in contact met de Romeinse schepen. Voor de Romeinen was het erop of definitief eronder. Aan het einde van de zeeslag waren de Carthagers vernietigd. Zij moesten de strijd opgeven. De vredesvoorwaarden waren streng. Toen de wapenstilstand getekend werd, spraken de Romeinse consul en Hamilcar af, dat Carthago Sicilië op zou geven, de gevangenen vrij zou laten en in twintig jaar 2200 gouden talenten aan Rome zou betalen. Toen de Romeinse gevolmachtigden op Sicilië arriveerden, stelden zij nog strengere voorwaarden. Er moesten 1000 talenten méér op tafel komen, de helft onmiddellijk en de rest binnen de tien jaar. Carthago moest wel toegeven. Zo kwam de stad in financiële moeilijkheden en kon de huurlingen, met wie zij de oorlog te land had gevoerd, niet betalen. Een en ander resulteerde in een reusachtige opstand, waarbij de huurlingen gemene zaken maakten met de onderworpen buursteden van Carthago. Drie jaar lang moest de stad vechten voor haar bestaan. Rome maakte van de gelegenheid gebruik door Sardinië en Corsica te annexeren en toe te voegen aan haar provinciae.